# M202 FLASH

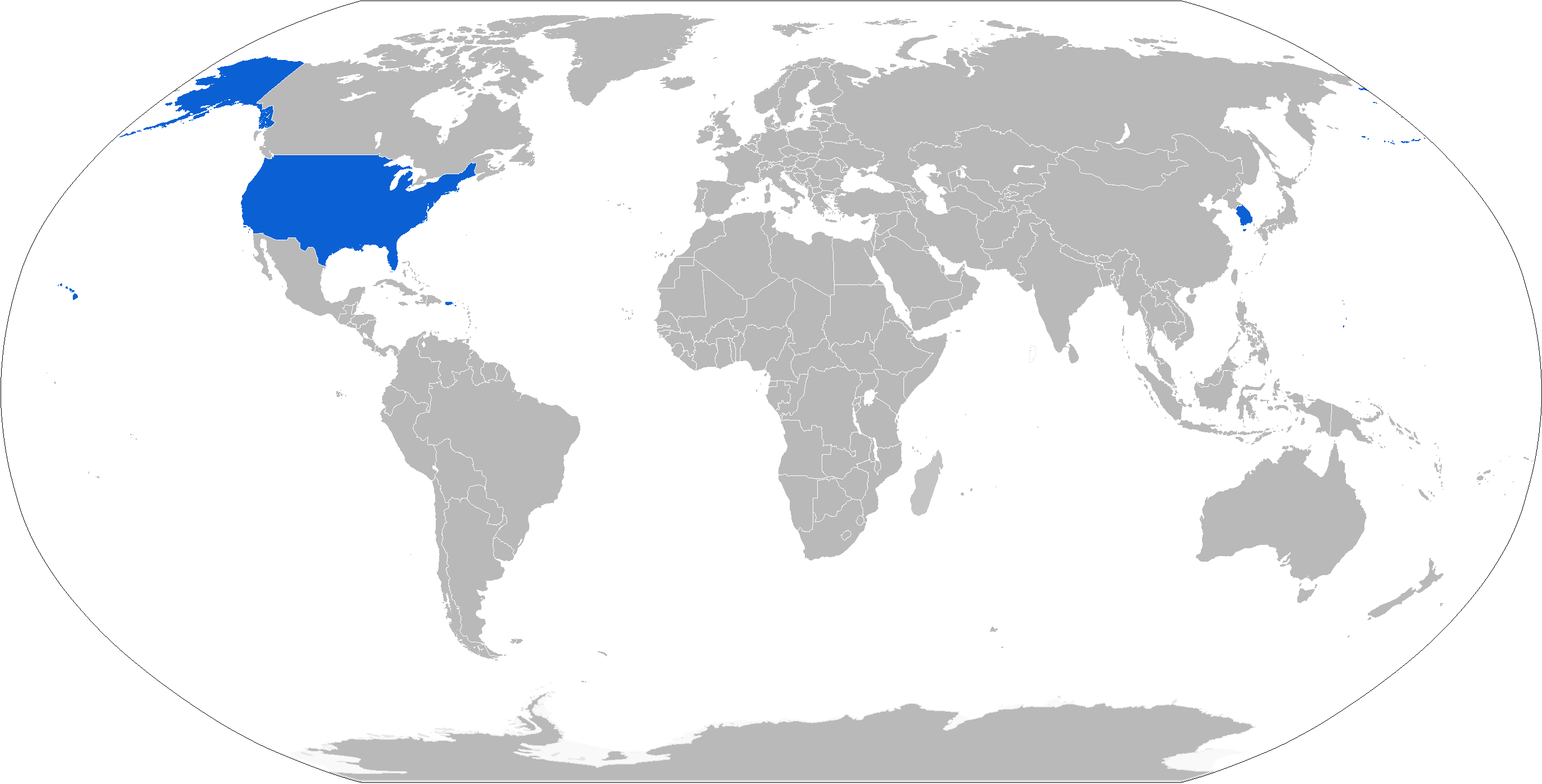
Карта країн-операторів M202 (синім кольором)

M202 FLASH (англ. M202 FLASH (Flame Assault Shoulder, бекронім від англ. Flame Assault Shoulder Weapon, первинно XM191 MPFW) — американська багатоствольна ручна реактивна установка для стрільби запалювальними боєприпасами. Установка надійшла у 1960-х роках на заміну класичним вогнеметам типу M1 та M2 і перебувала на озброєнні Збройних сил США та Корейської армії.

## Зміст
Американська чотириствольна ручна реактивна установка для стрільби запалювальними боєприпасами M202 розроблялася на основі дослідної 4-ствольної пускової установки XM191, яка доволі широко застосовувалася армією США наприкінці 1960-х років у ході війни у В'єтнамі. Установка проєктувалася наприкінці 1960-х років та увійшла в серійне виробництво з 1969 року, розробники створювали її для заміни традиційних струменевих ранцевих вогнеметів. За створення нового вогнемету відповідали інженери Енджвудського арсеналу і військових лабораторій великих американських корпорацій «Нортроп» і «Брунсвік». Інженери компанії «Нортроп» відповідали за створення власно вогнемету і реактивного двигуна до зарядів, проведення балістичних випробувань, у той час, як інженери компанії «Брунсвік» працювали над вогняною сумішшю та процесом організації серійного випуску нової моделі зброї.
Установка XM191 призначалася для стрільби 66-мм ракетами з бронебійними, запальними або димовими боєголовками, проте масово застосовувалися лише ракети із запальною бойовою частиною. Після ряду модифікацій на початку 1970-х років 4-ствольна пускова установка була прийнята на озброєння під позначенням 66-mm M202 multishot rocket launcher, що поставлявся у комплекті з 66-мм ракетами M74 із запалювальною бойовою частиною.
Вогнемети M202 використовувалися в ході війни у В'єтнамі і ще деякий час після неї, однак у 1980-ті роки почастішали випадки мимовільного спрацювання запальних бойових частин ракет у момент заряджання контейнера в пусковий пристрій, з жахливими результатами ураження обслуги вогнемета та солдатів, що перебували поруч. Ці неприємності викликалися корозією корпусів ракет у ході зберігання, а також тим, що запальна суміш у бойових частинах була самозаймистою, тобто для спрацьовування був потрібний лише контакт вогняної суміші з повітрям, а не спрацьовування спеціального детонатора. В результаті до кінця 1980-х років більша частина вогнеметів M202 була відправлена на склади, хоча в невеликих кількостях вони були у військах ще і на початку 1990-х років.
Найбільшу популярність вогнемет M202 отримав завдяки Голлівуду; фільму «Коммандо» з Арнольдом Шварцнеггером в головній ролі, котрий вийшов у 1985 році.
M202 оснащений чотирма трубами, в які завантажуються 66-мм запальні ракети M74, оснащені боєголовками M235, що містять приблизно 0,61 кг запалювального реагенту. Речовина, яку часто приймають за напалм, насправді є TPA (загущений пірофорний агент). TPA — це триетилалюміній (TEA), загущений поліізобутиленом. TEA, органометалічна сполука, є пірофорною і спонтанно, потрапляючи у повітря, спалахує при температурі 1600 °C. Суміш горить «білим вогнем» через алюміній, який набагато гарячіший за бензин або напалм. Випромінювання світла і тепла дуже інтенсивне і може спричинити опіки шкіри з близької відстані без прямого контакту з полум'ям, лише шляхом теплового випромінювання.

## Оператори
- США
- Південна Корея

## Відео
- M202A1 66mm FLASH (Flame Assault Shoulder Weapon) Rocket Launcher [Архівовано 8 липня 2020 у Wayback Machine.]